# Чорніїв
Чорні́їв — село в Україні, у Турійській селищній громаді Ковельського району Волинської області. Населення становить 264 особи.

## Історія
У 1906 році село Новодвірської волості Володимир-Волинського повіту Волинської губернії. Відстань від повітового міста 28 верст, від волості 7. Дворів 90, мешканців 538.
12 червня 2020 року, відповідно до розпорядження Кабінету Міністрів України № 708-р «Про визначення адміністративних центрів та затвердження територій територіальних громад Волинської області», увійшло до складу Турійської селищної територіальної громади.
19 липня 2020 року, в результаті адміністративно-територіальної реформи та ліквідації Турійського району, село увійшло до новоутвореного Ковельського району. 

## Населення
Згідно з переписом УРСР 1989 року чисельність наявного населення села становила 255 осіб, з яких 109 чоловіків та 146 жінок.
За переписом населення України 2001 року в селі мешкало 245 осіб.